# Martyn Grimley
Martyn Andrew Grimley (* 24. Januar 1963 in Halifax, West Yorkshire) ist ein ehemaliger britischer Hockeyspieler, der mit der Britischen Nationalmannschaft 1988 Olympiasieger war. Mit der Englischen Nationalmannschaft war er 1986 Weltmeisterschaftszweiter und 1987 Europameisterschaftszweiter.

## Sportliche Karriere
Martyn Grimley wirkte in 178 Länderspielen für das Vereinigte Königreich, beziehungsweise England mit. Im Verein spielte Martyn Grimley beim Hounslow Hockey Club und beim Brooklands Manchester University Hockey Club.
1986 erreichten die Engländer bei der Weltmeisterschaft in London das Finale durch einen Sieg über die Deutschen mit 3:2 nach Verlängerung. Im Finale unterlagen sie dann den Australiern mit 1:2. Ebenfalls Silber gewannen die Engländer bei der Europameisterschaft 1987 in Moskau, als sie das Finale gegen die Niederländer erst im Siebenmeterschießen verloren. Bei den Olympischen Spielen 1988 in Seoul belegten die Briten in der Vorrunde den zweiten Platz hinter den Deutschen. Mit einem 3:2-Halbfinalsieg gegen die Australier erreichten die Briten das Endspiel und gewannen Gold mit einem 3:1-Finalsieg über die Deutschen. Grimley wirkte in allen sieben Spielen mit. 1990 bei der Weltmeisterschaft in Lahore wurden die Engländer in ihrer Vorrundengruppe nur Vierte. In den Platzierungsspielen erreichten sie den fünften Rang. Grimley wirkte in allen sieben Spielen mit und verwandelte in den ersten beiden Spielen jeweils eine Strafecke.
Grimley war zunächst als Lehrer am Dulwich College tätig. Später wechselte er in die Finanzbranche.